# SKW Trostberg
Die SKW Trostberg AG war ein Chemieunternehmen mit Sitz in Trostberg (Oberbayern). Die Vorgängergesellschaft mit dem Namen Bayerische Stickstoffwerke AG (BStW) wurde am 6. November 1908 gegründet. Aus dem Zusammenschluss der Bayerischen Stickstoff-Werke AG (BStW) und Bayerische Kraftwerke AG (BKW) entstand 1939 die Süddeutsche Kalkstickstoff-Werke AG, welche 1978 in SKW Trostberg AG umfirmiert wurde. Infolge der im Jahr 2000 erfolgten Fusion der SKW-Mehrheitseigentümerin VIAG mit der Veba zur E.ON wurden 2001 auch deren jeweilige Chemietöchter SKW und Degussa-Hüls zur neuen Degussa AG (heute Evonik Degussa GmbH) verschmolzen. Seit 2006 wird das Kürzel „SKW“ nur noch von einigen ehemaligen Tochtergesellschaften, wie der SKW Stahl-Metallurgie Holding oder den SKW Stickstoffwerken Piesteritz, weiter genutzt.

## Vorgeschichte
Am Beginn der Gesellschaft standen zwei maßgebliche Entwicklungen. Den Chemikern Adolph Frank und Nikodem Caro war es 1895 erstmals gelungen, den Stickstoff der Luft an die Carbide der Erdalkalien zu binden. Dies war die Voraussetzung zur Gewinnung des Kunstdüngers Kalkstickstoff sowie von weiteren N-basierten Chemieerzeugnissen. Zum Zweiten wurde Ende des 19. Jahrhunderts beschlossen, den Fluss Alz zu regulieren, um die jahreszeitüblichen Überschwemmungen zu vermeiden und zugleich elektrische Energie aus Wasserkraft zu gewinnen. Für die Herstellung von Kalkstickstoff mussten nämlich zunächst Kalk, Kohle und Anthrazit in elektrischen Lichtbogenöfen bei rund 2500 °C zu Calciumcarbid umgesetzt werden. Die Nähe zu günstiger elektrischer Energie begründete den Standort im Bayerischen Chemiedreieck.

## Entwicklung
Das Werk in Trostberg nahm 1911 den Betrieb auf. Durch weitere Werksgründungen entlang des Alztals in den Gemeinden Hart und Schalchen wurden die Kapazitäten in den folgenden Jahren weiter ausgebaut. Aufgrund der großen Nachfrage nach Kalkstickstoff wurden außerdem weitere Werke in Piesteritz bei Wittenberg und in Königshütte, Oberschlesien, errichtet. Letzteres wurde 1922 vom polnischen Staat beschlagnahmt. Nach dem Fall der Mauer wurde das Werk Piesteritz 1993 durch die SKW wieder übernommen und ausgebaut. Im Jahr 2002 wurden die Werksanlagen dann aber an das Joint-Venture aus Ameropa Holding und Agrofert Holding veräußert. Letzterer ist seit 2006 alleiniger Eigentümer der SKW Stickstoffwerke Piesteritz.
Das Deutsche Reich als Eigentümer der damaligen BStW übertrug die Anteile 1923 an die neu gegründete Staatsholding VIAG. 1939 fusionierte die BStW mit dem Kraftwerksbetreiber Bayerische Kraftwerke AG zur Süddeutsche Kalkstickstoff-Werke AG mit Sitz in Trostberg. Danach hielt die VIAG 70 % und die I.G. Farben 30 % der Kapitalanteile. Die Minderheitsanteile wanderten später zur Hoechst AG, die im Zuge eines Kooperationsabkommens von 1971 bis 1982 vorübergehend sogar 50 % der Anteile hielt. In den 1970er Jahren wurde die Firma abgekürzt, das Unternehmen hieß seitdem SKW Trostberg AG.
Nach dem Zweiten Weltkrieg entwickelte die SKW im Zeitablauf folgende Geschäftsfelder:
- Landwirtschaftliche Produkte: Kalkstickstoff sowie spezielle Pflanzenschutzmittel,
- Metallurgie: Ferrosilicium, Calciumsilicide, Calciumcarbid
- Chemie: Dicyandiamid, Cyanamid, Cyanurchlorid
- Bauchemie: Betonzusatzmittel, zementbasierte Klebstoffe und Füllstoffe, Baufarben
- Naturstoffextraktion: Lohn-Extraktion von Naturstoffen mittels CO2

Die Geschäftsentwicklung wurde ab Ende der 1970er Jahre durch Unternehmenskäufe sowie Neugründungen insbesondere in Nordamerika zunehmend internationalisiert. Weitere Expansionsmaßnahmen im großen Stil erfolgten in den 1990er Jahren (teilweise auch über die VIAG): 1991 der Erwerb der BHS (München), 1995 der Bioaktivitäten der Sanofi S.A. (Paris), 1996 der MBT von der Sandoz AG (Basel), 1997 der Th. Goldschmidt AG sowie 2001 der britischen Laporte plc.

## Börsengang und Fusion mit Degussa
Am 24. Mai 1995 wurden im Zuge einer Kapitalerhöhung knapp 50 % der Aktien der SKW an die Börse gebracht. Mehrheitseigentümerin blieb die VIAG, die sich an der Kapitalerhöhung nicht beteiligt hatte. Im Jahr 1999 übernahm die SKW die zur VIAG gehörende Th. Goldschmidt. Nachfolgend hielt die VIAG rund 64 % der Kapitalanteile. Im Jahr 1999 erzielte die SKW einen Konzernumsatz von 6,9 Mrd. DM und beschäftigte weltweit über 18.000 Mitarbeiter; das Ergebnis (EBITDA) betrug 640 Mio. DM.
Ein Jahr später wurde der Zusammenschluss mit der Degussa-Hüls zur neuen Degussa beschlossen. Nach der Verschmelzung wurden vom neuen Degussa-Vorstand die einzelnen SKW Geschäftsfelder als „nicht zum Kern gehörend“ bewertet und stufenweise veräußert. Die Metallurgie-Sparte wurde 2004 verkauft und firmiert seit 2006 als SKW Stahl-Metallurgie Holding. Die Bauchemie-Sparte wurde 2006 an die BASF verkauft. Ende 2006 wurde als letzter Schritt die Chemie-Sparte unter dem Namen „AlzChem Trostberg GmbH“ rechtlich verselbständigt und 2009 an BluO veräußert.
2011 erfolgte die Umfirmierung zur AlzChem AG.